# Neulingen
Neulingen – miejscowość i gmina w Niemczech, w kraju związkowym Badenia-Wirtembergia, w rejencji Karlsruhe, w regionie Nordschwarzwald, w powiecie Enz, siedziba związku gmin Neulingen. Leży ok. 8 km na północ od Pforzheim, przy drodze krajowej B294.